# توموتاكا فوكاكوا
توموتاكا فوكاگَوا (باليابانية: 深川 友貴) (مواليد 24 يوليو 1972)، هو لاعب كرة قدم ياباني سابق كان يلعب كمهاجم.

## وصلات خارجية
- توموتاكا فوكاكوا على موقع رابطة كرة القدم اليابانية للمحترفين (اليابانية)
- توموتاكا فوكاكوا على موقع عالم كرة القدم.نت (الإنجليزية)